# 앙기카어
앙기카어(Angika, अङ्गिका 또는 अंगिका)는 인도아리아어군에 속하는 언어이다. 인도 비하르 주 북부와 네팔에서 사용되는 언어이다. 에스놀로그에 의하면 이 언어를 사용하는 인구는 725,000명(1997년), 네팔에서 15,900명(2001년)이며 총 사용 인구는 740,900명이다.

## 표기 체계
앙가어의 표기는 데바나가리가 사용되고 있다. 한때는 Anga Lipi(en)가 사용된 후 카이티 문자(en)이 사용되고 있다.

## 같이 보기
- 앙가